# La Grâce (film, 2012)
Pour les articles homonymes, voir La Grâce et Mercy.
Pour plus de détails, voir Fiche technique et Distribution.
La Grâce (Gnade) est un film allemand réalisé par Matthias Glasner, sorti en 2012.

## Fiche technique
- Titre français : La Grâce
- Titre original allemand : Gnade
- Titre norvégien : Nåde
- Réalisation : Matthias Glasner
- Scénario : Kim Fupz Aakeson
- Musique : Homesweethome
- Photographie : Jakub Bejnarowicz
- Montage : Heike Gnida
- Production : Andreas Born, Matthias Glasner et Kristine Knudsen
- Société de production : Schwarzweiss Filmproduktion, Knudsen & Streuber Medienmanufaktur, Neofilm, Ophir Film, ZDF et Arte
- Société de distribution : Jour2Fête (France)
- Pays :  Allemagne,  Norvège et  France
- Genre : drame
- Durée : 132 minutes
- Dates de sortie : 
  - Allemagne : 18 octobre 2012
  - Norvège : 18 janvier 2013
  - France : 6 novembre 2013

## Distribution
- Birgit Minichmayr : Maria
- Jürgen Vogel : Niels
- Henry Stange : Markus
- Ane Dahl Torp : Linda
- Maria Bock : Wenche
- Stig Henrik Hoff : Björn
- Iren Reppen : Sofie
- Richard André Knutsen : Mikkel
- Kristoffer Mortensen : Ole
- Katharina Strauch : Stine
- Bjørn Sundquist : Mads
- Hallvard Holmen : Witwer
- Kristine Holmen : Ingvild
- John Ronald Holm : Lehrer

## Distinctions
Le film est présenté en sélection officielle en compétition à la Berlinale 2012.